# 今出川通

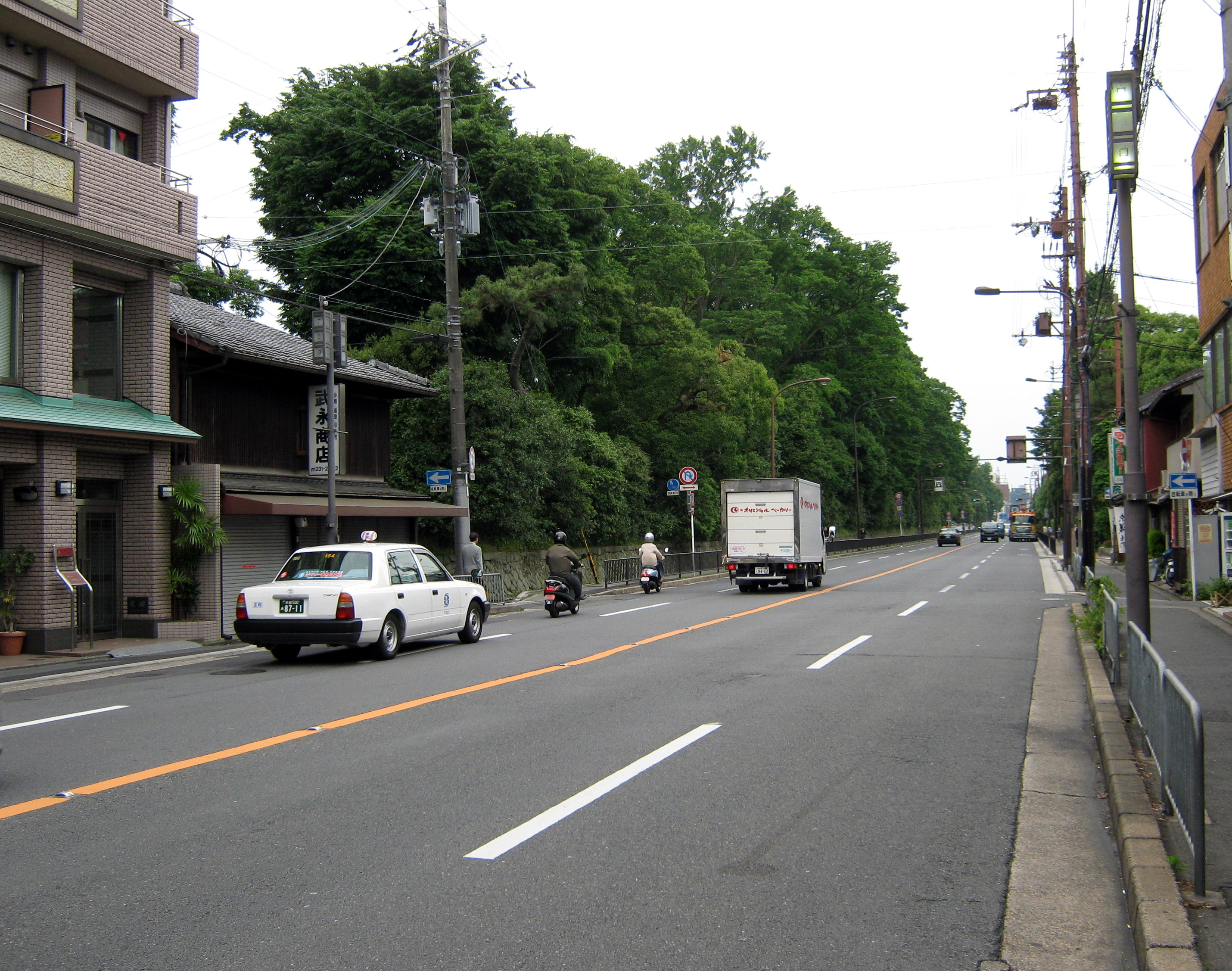
寺町付近的今出川通

今出川通（いまでがわどおり）是京都市中心北部主要的東西向道路之一。由東側的左京區銀閣寺町的銀閣寺門前，往西至京福電氣鐵道等持院車站的西側付近。鴨川以東的路段也稱作東今出川通。沿線有京都大學、同志社大學、同志社女子大學等，特別是東部呈現學生街的風景。
在平安京範圍的北方之外，市街地擴大後建設道路，中世稱作北小路，通過現在京都御苑（京都御所）的北端。「今出川」之名源自鴨川分流的今出川沿著道路，流經東洞院通至東京極大路（現在的寺町通）之間而來。

## 沿線主要設施
由東往西。
- 慈照寺（銀閣寺）
- 京都大學
- 百萬遍交差點
- 京阪電氣鐵道 - 出町柳車站
- 加茂（賀茂）大橋（鴨川）
- 京都御苑
- 同志社大學 同志社女子大學 同志社女子中學校・高等學校
- 冷泉家
- 相國寺
- 京都市營地下鐵 - 今出川車站
- 上京區役所
- 白峯神宮
- 京都市考古資料館
- 西陣織會館
- 上七軒
- 北野天滿宮
- 京福電氣鐵道 - 北野白梅町車站、等持院車站

## 交差道路
| 交差道路等 北←<今出川通>→南          | 交差道路等 北←<今出川通>→南         | 交差場所       | 交差場所     | 路線番號  |                    |
| ------------------------------------ | ----------------------------------- | -------------- | ------------ | --------- | ------------------ |
| -                                    | ［哲學之道>                         | 左京區         |              | 府道101號 | 東↑ ∧今出川通∨ ↓西 |
| -                                    | ［鹿谷通>                           | 左京區         |              | 府道101號 | 東↑ ∧今出川通∨ ↓西 |
| 白川                                 | 白川                                | 左京區         | 西田橋       | 府道101號 | 東↑ ∧今出川通∨ ↓西 |
| 市道182號蹴上高野線 <白川通>         | 市道182號蹴上高野線 <白川通>        | 左京區         | 白川通今出川 | 府道101號 | 東↑ ∧今出川通∨ ↓西 |
|                                      | ［神樂岡通>                         | 左京區         |              | 府道101號 | 東↑ ∧今出川通∨ ↓西 |
| <志賀越道］                          | -                                   | 左京區         |              | 府道101號 | 東↑ ∧今出川通∨ ↓西 |
| 市道181號京都環狀線 <東大路通>       | 市道181號京都環狀線 <東大路通>      | 左京區         | 百萬遍       | 府道101號 | 東↑ ∧今出川通∨ ↓西 |
| <川端通>                             | <川端通>                            | 左京區         | 川端今出川   | 府道101號 | 東↑ ∧今出川通∨ ↓西 |
| 高野川 賀茂川                        | 鴨川                                | 左京區         | 賀茂大橋     | 府道101號 | 東↑ ∧今出川通∨ ↓西 |
| 高野川 賀茂川                        | 鴨川                                | 上京區         | 賀茂大橋     | 府道101號 | 東↑ ∧今出川通∨ ↓西 |
| 府道32號下鴨京都停車場線 <河原町通>  | 府道32號下鴨京都停車場線 <河原町通> | 河原町今出川   |              | 府道101號 | 東↑ ∧今出川通∨ ↓西 |
| <寺町通>                             |                                     |                |              | 府道101號 | 東↑ ∧今出川通∨ ↓西 |
| 國道367號 <烏丸通>                   | 國道367號 <烏丸通>                  | 烏丸今出川     |              | 府道101號 | 東↑ ∧今出川通∨ ↓西 |
| <新町通>                             | <新町通>                            | 今出川新町     |              | 府道101號 | 東↑ ∧今出川通∨ ↓西 |
| 府道38號京都廣河原美山線 <堀川通>    | 府道38號京都廣河原美山線 <堀川通>   | 堀川今出川     |              | 府道101號 | 東↑ ∧今出川通∨ ↓西 |
| <智惠光院通>                         | <智惠光院通>                        | 今出川智惠光院 |              | 府道101號 | 東↑ ∧今出川通∨ ↓西 |
| 府道31號西陣杉坂線 <千本通>          | <千本通>                            | 千本今出川     |              | 府道101號 | 東↑ ∧今出川通∨ ↓西 |
| <舊七本松通］ <七本松通> <上七軒通］ | <七本松通>                          | 上七軒         |              | 府道101號 | 東↑ ∧今出川通∨ ↓西 |
| <御前通> <今小路通>                  | <今小路通> ［中立賣通> <御前通>     | 北野天滿宮前   |              | 府道101號 | 東↑ ∧今出川通∨ ↓西 |
| 天神川                               | 天神川                              | 北野橋         |              | 府道101號 | 東↑ ∧今出川通∨ ↓西 |
| 天神川                               | 天神川                              | 北野橋         | 北區         | 府道101號 | 東↑ ∧今出川通∨ ↓西 |
| 市道181號京都環狀線 <西大路通>       | 市道181號京都環狀線 <西大路通>      | 北野白梅町     |              | 府道101號 | 東↑ ∧今出川通∨ ↓西 |
| 市道181號京都環狀線 <西大路通>       | 市道181號京都環狀線 <西大路通>      | 北野白梅町     | -            |           | 東↑ ∧今出川通∨ ↓西 |
| <馬代通>                             |                                     |                |              |           | 東↑ ∧今出川通∨ ↓西 |

## 脚注
1. ↑  千宗室・森谷尅久監修　『京都の大路小路』、小学館、1994年。

## 關連項目
- 京都市三大事業

| 京都市內的東西向道路  | 京都市內的東西向道路                                   | 京都市內的東西向道路 |
| --------------------- | ------------------------------------------------------ | -------------------- |
| 西至： 北區等持院西町 | 北側相鄰道路：上七軒通・五辻通・上立賣通・御蔭通       | 東至： 銀閣寺門前    |
| 西至： 北區等持院西町 | 今出川通                                               | 東至： 銀閣寺門前    |
| 西至： 北區等持院西町 | 南側相鄰道路：一條通・元誓願寺通・武者小路通・石藥師通 | 東至： 銀閣寺門前    |